# C-melody-saxofoon
Een C-melody-saxofoon is een S-vormige saxofoon die verwant is aan de tenorsaxofoon, maar gestemd is in C. Het instrument is ontworpen door Adolphe Sax als onderdeel van een serie in F en C gestemde instrumenten voor orkestraal gebruik. De C-melody was populair in het begin van de twintigste eeuw. Een bekende bespeler was Frankie Trumbauer. Jazzmusici als Benny Carter en Coleman Hawkins zijn hun loopbaan begonnen op de C-melody sax. 
Een C-melody-saxofoon is groter dan een altsax maar kleiner dan een tenorsax. De boring heeft een diameter en afschuining die meer lijkt op een verlengde alt dan een tenor. De meeste C-melody-saxofoons hebben een kromme nek, maar er zijn ook instrumenten met rechte nek gemaakt.
Bij C-melody-saxofoons is meestal een letter "C" bij het serienummer gegraveerd. 

## Voordelen
Een voordeel van de C-melody-saxofoon is dat het geen transponerend instrument is. Men kan daardoor eenvoudig van bladmuziek voor bijvoorbeeld piano of zang meespelen. Daarnaast heeft de C-melody-saxofoon een zachter geluid, hierdoor kan er makkelijk thuis worden geoefend.

## Productie
Enkele fabrikanten die van 1914 tot 1930 C-melody-saxofoons produceerden waren Buescher, C.G. Conn, Martin, King en Selmer. De piek in de productie werd bereikt in 1923. Goedkopere modellen werden aangeprezen voor amateurgebruik in huis en schoolbands. Aan het eind van de jaren 1920 verdween de populariteit van het instrument. Na 1930 worden voornamelijk nog in B♭ en E♭ gestemde saxofoons op grote schaal geproduceerd. Instrumenten als de C-melody-saxofoon worden nauwelijks meer gemaakt.